# 灰須帶平鰭鮠
灰須帶平鰭鮠，為輻鰭魚綱鯰形目平鰭鮠科的其中一種，為熱帶淡水魚，分布於非洲安哥拉及那米比亞間的Kunene河流域，體長可達2.5公分，棲息在沙底質底層水域，生活習性不明。

## 擴展閱讀
維基物種上的相關：灰須帶平鰭鮠